# San Pelayo (Colombie)
Pour les articles homonymes, voir San Pelayo et Pelayo (homonymie).
San Pelayo est une municipalité située dans le département de Córdoba, en Colombie.